# Джеф Макінніс
Джеф Леманс Макінніс (англ. Jeff Lemans McInnis, нар. 22 жовтня 1974, Шарлотт, Північна Кароліна, США) — американський професійний баскетболіст, що грав на позиції розігруючого захисника за низку команд НБА.

## Ігрова кар'єра
На університетському рівні грав за команду університету Північної Кароліни (1993–1996). 
1996 року був обраний у другому раунді драфту НБА під загальним 37-м номером командою «Денвер Наггетс». Професійну кар'єру розпочав 1996 року виступами за тих же «Денвер Наггетс», захищав кольори команди з Денвера протягом одного неповного сезону.
З 1996 по 1997 рік грав у складі грецької команди «Паніоніос».
1997 року перейшов до  команди КБА «Квад-Сіті Тандер», у складі якої провів наступні 2 сезони своєї кар'єри.
Наступною командою в кар'єрі гравця була «Вашингтон Візардс», за яку він відіграв лише частину сезону 1999 року.
З 1999 по 2000 рік грав у складі команди КБА «Квад-Сіті Тандер».
2000 року перейшов до «Лос-Анджелес Кліпперс», у складі якої провів наступні 2 сезони своєї кар'єри.
Наступною командою в кар'єрі гравця була «Портленд Трейл-Блейзерс», за яку він відіграв 2 сезони.
З 2004 по 2005 рік грав у складі «Клівленд Кавальєрс».
2005 року перейшов до «Нью-Джерсі Нетс», у складі якої провів наступні 2 сезони своєї кар'єри.
Останньою ж командою в кар'єрі гравця стала «Шарлотт Бобкетс», до складу якої він приєднався 2007 року і за яку відіграв один сезон.